# Де Лаваль, Георг
Патрик Георг Фабиан де Лаваль (16 апреля 1883 года, Стокгольм — 10 марта 1970 года, Стокгольм) — шведский стрелок и пятиборец, призёр игр 1912 года в Стокгольме.
В составе шведской команды стал серебряным призёром в соревнованиях по стрельбе из военного пистолета на дистанции 50 метров. Также он выиграл бронзовую медаль в первом турнире по современному пятиборью на Олимпийских Играх.
Рожденный в дворянской семье, он женился в 1913 на баронессе Эббе Флитвуд, старшей дочери окружного судьи, барона Карла Флитвуда и его первой жены графини Хедвиг (урожденной Левенхаупт).